# Lophiobrycon weitzmani
Lophiobrycon weitzmani és una espècie de peix de la família dels caràcids i de l'ordre dels caraciformes.

## Morfologia
- Els mascles poden assolir 2,9 cm de llargària total i les femelles 2,73.
- Presenta dimorfisme sexual.[3][4]

## Alimentació
Menja principalment artròpodes aquàtics i terrestres.

## Hàbitat
Viu en zones de clima tropical entre 19 °C - 21 °C de temperatura.

## Distribució geogràfica
Es troba a Sud-amèrica: conca del riu Paranà al Brasil.